# Zofia Rozensztrauch
Zofia Rozensztrauch, później Naomi (Noemi) Judkowski (ur. 29 marca 1917 w Warszawie, zm. 5 grudnia 1996 w Lochame ha-Geta’ot) – polsko-izraelska architektka, graficzka i malarka, więźniarka w Auschwitz-Birkenau. Jej grafiki zostały wykorzystane jako dowody w procesie Adolfa Eichmanna.

## Życiorys
Zofia Rozensztrauch urodziła się 29 marca 1917 roku w Warszawie, w rodzinie Michała Wolfa Rozensztraucha i Justyny Ity de domo Kuperwajs. W 1926 roku jej rodzina przeniosła się do Palestyny, jednak po nieudanej inwestycji w Tel Awiwie powrócono do Warszawy. W latach 1927–1935 Zofia uczęszczała do Prywatnego Gimnazjum Żeńskiego Hermana Kaleckiego, po czym studiowała na Wydziale Architektury Politechniki Warszawskiej.
Po wybuchu wojny znalazła się w getcie warszawskim, gdzie początkowo utrzymywała się z tworzenia grafik dla fabryki słodyczy, po czym pracowała w aptece. Wiedzę ze studiów wykorzystała pomagając przy projektach podziemnych schronów, które budowano po wielkiej akcji deportacyjnej, w tym przy bunkrach pod kamienicami przy ulicy Nalewki 33 i 36. Po akcji styczniowej Rozensztrauch pracowała w fabryce. Podczas likwidacji getta udało jej się przez pewien czas ukrywać z rodziną, jednak ostatecznie wywieziono ją do obozu koncentracyjnego na Majdanku, gdzie zamordowano jej bliskich.
Rozensztrauch znalazła się w Auschwitz-Birkenau, gdzie ze względu na znajomość rysunku technicznego pracowała przy kopiowaniu planów obozu. Grupa, w której pracowała, stworzyła także dodatkowe kopie, które ukryto. Po wojnie plany znaleziono, a część z nich trafiła do Lochame ha-Geta’ot w Izraelu. Praca Rozensztrauch pozwoliła jej pomóc innym więźniom, w tym Simone Veil. Gdy Niemcy wyprowadzili więźniów przed wyzwoleniem z obozu, Rozensztrauch uciekła z marszu śmierci do Loslau i ukryła się na wsi, gdzie doczekała końca wojny.
Po wojnie Rozensztrauch pracowała dla Wydziału Kultury i Propagandy Centralnego Komitetu Żydów Polskich, blisko współpracowała z Józefem Sandlem. W październiku 1946 roku uczestniczyła w zebraniu założycielskim powojennego Żydowskiego Towarzystwa Krzewienia Sztuk Pięknych, podczas którego została wybrana do Zarządu Tymczasowego w roli sekretarza. Dla CKŻP przygotowała m.in. raport z wizyty służbowej w Auschwitz-Birkenau, w którym zwróciła uwagę na to, że dla potrzeb tworzącego się muzeum wybrano murowane budynki Auschwitz, pomijając niszczejące pod wpływem pogody pozostałości Birkenau – miejsca masowej zagłady więźniów żydowskich, które było znacznie ważniejszym miejscem dla ocalałych Żydów. Uczestniczyła w pracach nad projektem pawilonu martyrologii na Majdanku, gdzie współpracowała nad wystawą z Dawidem Opoczyńskim i Mojżeszem Lubjańskim, po czym pracowała z Chaimem Hanftem przy tworzeniu ekspozycji w Auschwitz-Birkenau. W połowie 1947 roku wyjechała do Paryża, gdzie chciała studiować na Ecole des Beaux-Arts.

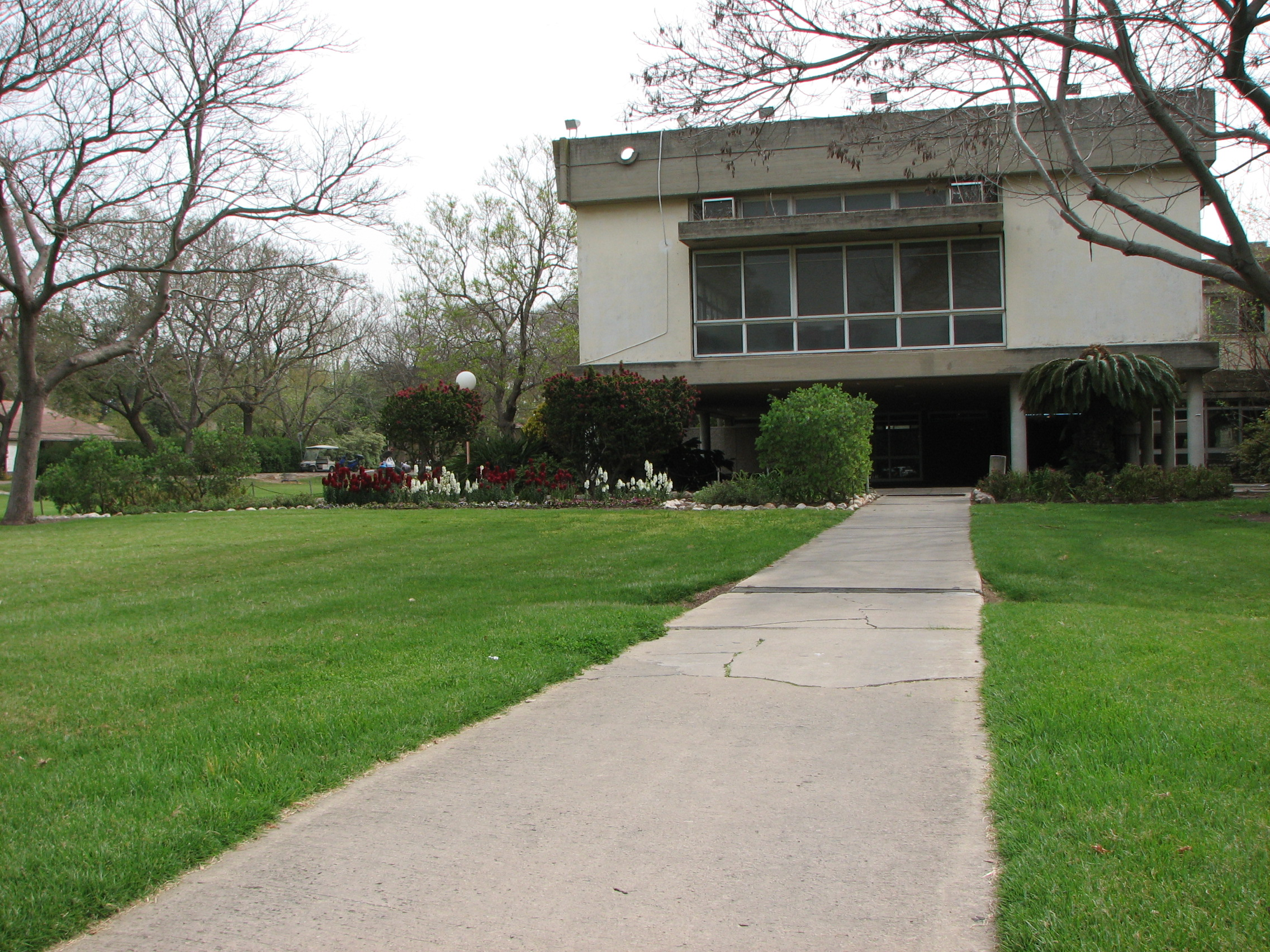
Jadalnia w Lochame ha-Geta’ot

Wiosną 1948 roku przybyła do Palestyny i zmieniła imię na Naomi Judkowski. Początkowo przebywała w okolicach Hajfy, następnie osiadła na północy, gdzie współtworzyła kibuc Lochame ha-Geta’ot. Dokończyła studia architektoniczne w Technionie, gdzie należała do nielicznego grona studiujących tak kobiet, po czym pracowała w zawodzie architekta, projektując m.in. jadalnię, szkołę im. Janusza Korczaka i czterdzieści domów mieszkalnych w swoim kibucu. Należała do komitetu decydującego o przyznaniu odznaczenia Sprawiedliwy wśród Narodów Świata.
W 1990 roku ukazały się jej wspomnienia pt. Rekwiem le-sztej miszpachot oraz ich przekład na język angielski.
Zmarła 5 grudnia 1996 roku.

## Cykl grafik przedstawiających Auschwitz
Bezpośrednio po wojnie Rozensztrauch stworzyła cykl prac akwarelą i tuszem na papierze przedstawiających codzienność w Auschwitz, które podpisywała numerem obozowym 48035. Album składający się z 20 prac został później wykorzystany przez Gidona Hausnera jako materiał dowodowy w procesie Adolfa Eichmanna. Kolorowe ilustracje przedstawiają m.in. golenie głów więźniarkom, sceny bicia czy stracenia. Rozensztrauch nie była świadoma, w jaki sposób wykorzystano jej prace podczas procesu, zaś prokuratura nie potrafiła jej odnaleźć, ponieważ od przyjazdu do Hajfy Rozensztrauch posługiwała się innym imieniem i nazwiskiem. Po procesie album znalazł się w archiwum państwowym, następnie stał się częścią wystawy stałej muzeum Jad Waszem. Dopiero na początku XXI wieku, po śmierci Rozensztrauch, udało się na nowo powiązać postać autorki z jej pracą.